# Département Haute-Savoie
Das Département de la Haute-Savoie [otsaˈvwa] (deutsch Obersavoyen bzw. Hochsavoyen) ist das französische Département mit der Ordnungsnummer 74. Es liegt im Osten des Landes in der Region Auvergne-Rhône-Alpes und ist nach der Landschaft Savoyen benannt. Hauptstadt des Départements ist Annecy.

## Geographie
Das Département grenzt im Norden an den Schweizer Kanton Genf und den Genfersee, im Osten an den Schweizer Kanton Wallis und die italienische Region Aostatal, im Süden an das Département Savoie und im Westen an das Département Ain.
Im teilweise hochalpinen Gebiet des Départements liegen neben dem Genfersee (französischer Anteil: 234 km²) der See von Annecy, die Montblancgruppe im Südosten und das Tal von Chamonix. Die wichtigsten Flüsse sind die Rhone (Grenzfluss im Westen gegen das Département Ain) sowie ihre Nebenflüsse Arve und Dranse.

## Wappen
Beschreibung: In Blau eine gerade eingeschobene silberne Spitze mit dem roten Schild und durchgehendem silbernen gemeinen Kreuz für Savoyen.

## Geschichte
Die Haute-Savoie gehörte lange zu den ärmsten Regionen Frankreichs; typisch für das frühe 19. Jahrhundert waren die Kaminfegerkinder, die in Paris und anderen Teilen Frankreichs auf grausame Art die Armut der Landbevölkerung der Region verdeutlichten.
Die Region Savoyen, Stammland der gleichnamigen Dynastie, wurde zwischen 1792 und 1815 von Frankreich annektiert und beim Wiener Kongress an das Königreich Sardinien-Piemont zurückgegeben. Der Schweiz wurde dabei das Recht zugestanden, im Kriegsfall zum Schutz der schweizerischen Neutralität die nordsavoyischen Provinzen Chablais und Faucigny zu besetzen.
Das Département wurde am 15. Juni 1860  aus den alten Provinzen Genevois, Chablais und Faucigny gebildet, die vorher zum Herzogtum Savoyen gehört hatten und mit dem Vertrag von Turin an den französischen Kaiser Napoléon III. abgetreten wurden, zugleich mit der Grafschaft Nizza. Der italienische Teil von Sardinien-Piemont ging im neu gegründeten Königreich Italien des Hauses Savoyen auf. Dies führte zu einer als Savoyerhandel bekannt gewordenen Auseinandersetzung mit der Schweiz, die ebenfalls Interesse am Norden des Départements, dem Südufer des Genfersees, hatte.
Ab Beginn des 20. Jahrhunderts erlebte die Region durch das Einsetzen des Tourismus (zunächst im Sommer, ab den 1920er Jahren auch im Winter) und die Gründung von Unternehmen im produzierenden Gewerbe einen wirtschaftlichen Aufschwung.
Von 1960 bis 2015 war das Départmeent Haute-Savoie ein Teil der Region Rhône-Alpes, die 2016 in der Region Auvergne-Rhône-Alpes aufging.

## Verwaltungsgliederung

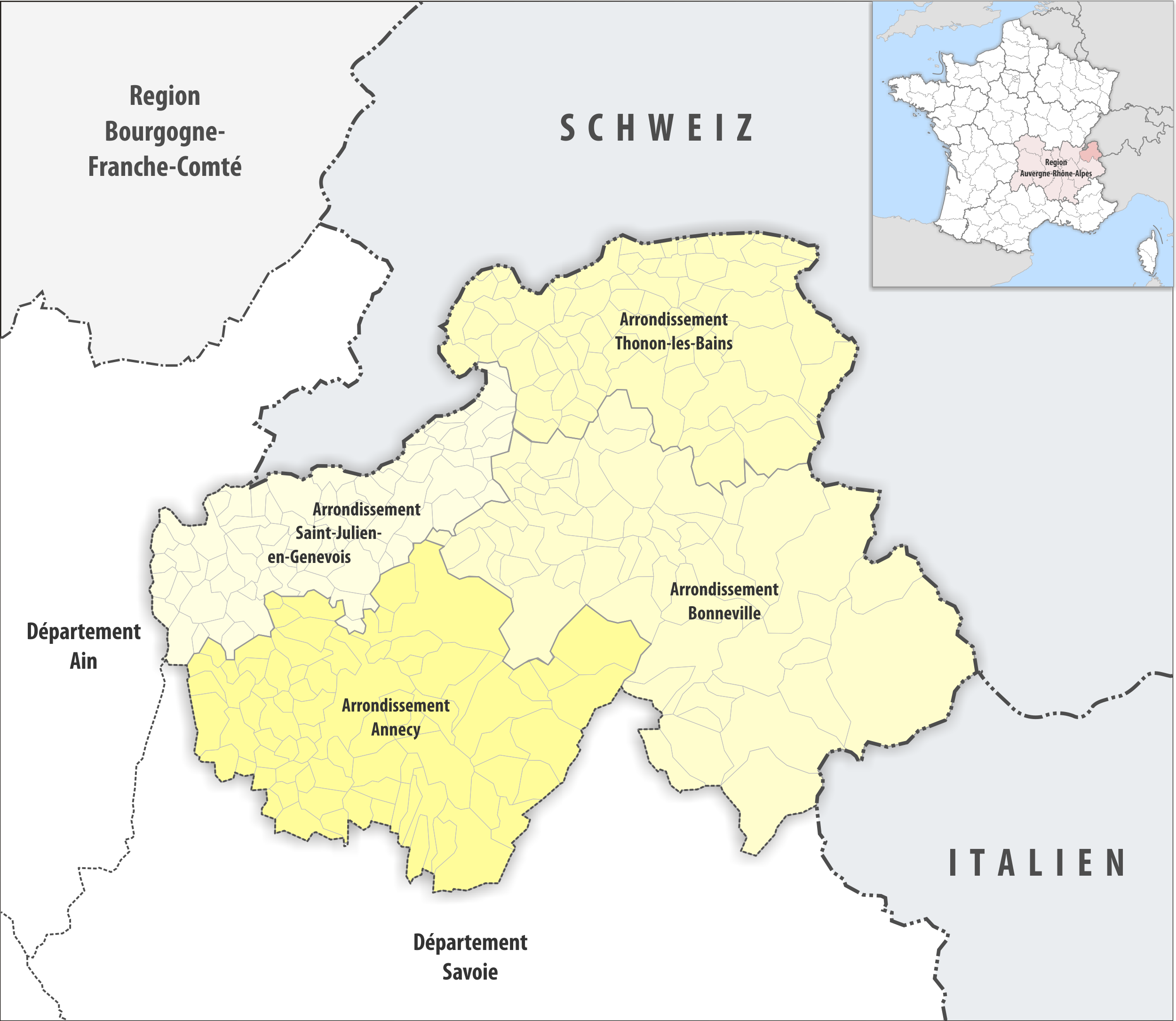
Gemeinden und Arrondissemente im Département Haute-Savoie

Das Département Haute-Savoie untergliedert sich in 4 Arrondissements, 17 Kantone und 279 Gemeinden:
| Arrondissement           | Kantone | Gemeinden | Einwohner 1. Januar 2022 | Fläche km² | Dichte Einw./km² | Code INSEE |
| ------------------------ | ------- | --------- | ------------------------ | ---------- | ---------------- | ---------- |
| Annecy                   |         | 77        | 294.784                  | 1.253,91   | 235              | 741        |
| Bonneville               |         | 59        | 195.821                  | 1.566,43   | 125              | 742        |
| Saint-Julien-en-Genevois |         | 73        | 199.838                  | 656,31     | 304              | 743        |
| Thonon-les-Bains         |         | 70        | 159.140                  | 948,95     | 168              | 744        |
| Département Haute-Savoie | 17      | 279       | 849.583                  | 4.425,60   | 192              | 74         |

Siehe auch:
- Liste der Gemeinden im Département Haute-Savoie
- Liste der Kantone im Département Haute-Savoie
- Liste der Gemeindeverbände im Département Haute-Savoie

## Wirtschaft
Von der nur zum kleineren Teil produktiven Bodenfläche kommen 13.216 Hektar auf Acker und Gartenland, 44.480 auf künstliche, 34.791 auf natürliche Wiesen, 110.084 auf Waldungen, 8.582 Hektar auf Weinland.
Bodenprodukte sind: Weizen und Hafer (gegen 1 Mill. hl), Kartoffeln, Hanf, Tabak, Obst, insbesondere Kastanien, Wein (180.000 hl) und Holz. Die Viehzucht ist ziemlich ausgedehnt (133.239 Stück Rindvieh, 29.594 Ziegen) und liefert viel Käse. Der Hauptindustriezweig ist die Feinmechanik und das Langdrehen (Decolletage) (vor allem Automobil-, Maschinen- und Uhrenindustriezulieferer), ansonsten sind zu nennen die Spinnerei und Weberei in Baumwolle und Seide, Gerberei, Fabrikation von Papier, Bijouterien und Uhren. Die bedeutendsten Firmen sind Somfy (Antriebe und Steuerungen für Rollläden, Sonnenschutz und Tore, Umsatz: 996 Mio. €), Entremont (Käse, 823 Mio. €), Provencia (Supermärkte, 744 Mio. €), Tefal (Haushalts- und Elektrogeräte, 543 Mio. €), Sopra (Systemintegration, 531 Mio. €), Stäubli (Mechatronik, 483 Mio. €), SNR Roulements (Kugellager, 417 Mio. €) und Salomon (Sportartikel, 391 Mio. €).
Die Manufaktur bildet noch heute einen großen Anteil an der Industrie im Departement. Dabei spielt das Tal der Arve (Vallée de l’Arve, Vallée Verte) eine historische Rolle in der Uhrmacherei und der Zulieferung von Teilen nach Genf. Hierbei spielt besonders das Langdrehen eine wichtige Rolle.
Neben der Industrie ist vor allem der Tourismus in den Skigebieten der französischen Alpen bedeutsam. Mit Megève, Chamonix, Morzine-Avoriaz, Flaine und La Clusaz befinden sich herausragende Skigebiete in günstiger Verkehrslage zu Genf.
Genf beeinflusst neben seiner Funktion als Verkehrsknotenpunkt auch die Wirtschaft im Haute-Savoie. Etwa 30.000 Grenzgänger (Frontaliers) wohnen in Haute-Savoie und arbeiten in Genf. Hinzu kommen die Funktionäre internationaler Organisationen (UNO, WHO, IKRK, …), die in Genf ansässig sind.
Mit dem Abschluss des Freizügigkeitsabkommens der bilateralen Verträge zwischen der Schweiz und der Europäischen Union ist eine weitere Ausdehnung des Einflusses von Genf in das Haute-Savoie zu erwarten.
Im Ort Évian-les-Bains, in dem im Sommer 2003 der 29. G8-Gipfel stattfand, liegt die Mineralwasser-Quelle Evian.

## Verkehr
Mehrere Eisenbahnstrecken erschließen das Département und verbinden es mit dem SNCF-Netz in Ain und Savoie sowie mit der Schweiz:
- Bahnstrecke Aix-les-Bains–Annemasse
- Bahnstrecke Eaux-Vives–Annemasse, zukünftig CEVA
- Bahnstrecke La Roche-sur-Foron–Saint-Gervais
- Bahnstrecke Léaz–Saint-Gingolph
- Bahnstrecke Saint-Gervais–Vallorcine
- Tramway du Mont-Blanc

Dampfschifffahrt findet auf dem Genfer und dem Annecysee statt.

## Persönlichkeiten
- Bruno Cathala (* 1963), Spieleautor
- Sandrine Levet (* 1982), Sportkletterin